# Adaptive Server Enterprise
Adaptive Server Enterprise (ASE) es el motor de bases de datos (RDBMS) insignia de la compañía Sybase. ASE es un sistema de gestión de datos, altamente escalable, de alto rendimiento, con soporte a grandes volúmenes de datos, transacciones y usuarios, y de bajo costo, que permite:
- Almacenar datos de manera segura
- Tener acceso y procesar datos de manera inteligente
- Movilizar datos

## Historia
ASE es directo descendiente de Sybase SQL Server (lanzada al mercado en 1988 como la primera base de datos con arquitectura cliente/servidor) y su cambio de nombre se produjo a partir de la versión 11.5, en 1996, para evitar confusiones con Microsoft SQL Server, con el que comparte un origen común (Sybase licenció el código a Microsoft para el sistema operativo Windows). En 1998, se lanzó ASE 11.9.2, con soporte al bloqueo a nivel de registro y rendimiento mejorado en ambientes SMP. ASE 12.0 fue liberado en 1999, brindando soporte para Java en la base de datos, alta disponibilidad y gestión de transacciones distribuidas. En 2001, ASE 12.5 fue lanzada, con características tales como asignación dinámica de memoria, soporte para XML en la base de datos y conexiones seguras con SSL, entre otros. En septiembre de 2005, Sybase lanzó al mercado ASE 15.

## Principales características
La versión 15 de ASE incluye características nuevas como:
- Un optimizador de consultas completamente renovado y más inteligente
- Técnicas de particionamiento semántico de tablas que aumentan la velocidad de acceso a los datos
- Columnas cifradas para mayor seguridad de los datos
- Columnas computadas "virtuales" y materializadas, e índices funcionales, que brindan mayor rendimiento
- Mejoras al lenguaje Transact-SQL, para mayor productividad
- Mejoras a los servicios de Java y XML en la base de datos
- Mejoras a los servicios para consumo y publicación de Servicios Web
- Herramientas mejoradas para la administración y el monitoreo
- Más rendimiento y menor costo total de propiedad

Otras características generales:
- Arquitectura VSA de Sybase
- Administrador lógico de recursos y tareas
- Múltiples esquemas de bloqueo de datos
- Copias de respaldo en línea y de alto rendimiento
- Integración transparente con orígenes de datos remotos
- Programador de tareas
- Conexiones seguras con SSL
- Soporte a LDAP para autenticación de usuarios y conectividad cliente/servidor
- Soporte a múltiples herramientas de desarrollo y lenguajes de programación, como PowerBuilder, Visual Basic, Java, C, PHP, etc.
- Soporte a múltiples protocolos de conectividad, como Open Client (propio de Sybase), ODBC, OLE DB, ADO.NET y JDBC.

## Ediciones
En la actualidad Sybase ofrece ASE en cinco ediciones diferentes:
- ASE Enterprise Edition -- No tiene límites desde el punto de vista de escalabilidad y puede correr todas las opciones que se adquieren por separado.
- ASE Small Business Edition -- Tiene algunos límites en escalabilidad y puede correr un conjunto limitado de las opciones que se adquieren por separado.
- ASE Developer's Edition (edición gratuita para desarrolladores) -- Tiene límites de escalabilidad e incluye un número mínimo de opciones.
- ASE Express Edition para Linux (edición gratuita para Linux) -- Tiene algunos límites de escalabilidad y almacenamiento, pero se puede usar libremente para desarrollo y producción.
- ASE Cluster Edition -- Permite aprovechar los recursos computacionales, brindando escalabilidad horizontal en clusters de hasta 4 nodos. A la fecha, ASE Cluster Edition está disponible solo para las plataformas IBM y Linux

La siguiente tabla resume los diferentes componentes opcionales disponibles para las ediciones de ASE, y algunos de los límites de escalabilidad.
|                                          | Disponible en las siguientes ediciones: | Disponible en las siguientes ediciones: | Disponible en las siguientes ediciones: | Disponible en las siguientes ediciones: |
| Opciones adquiridas por separado         | Enterprise Edition                      | Small Business Edition                  | Developer Edition                       | Express Edition                         |
| ---------------------------------------- | --------------------------------------- | --------------------------------------- | --------------------------------------- | --------------------------------------- |
| Security and directory services          | Opcional                                | No disponible                           | Incluido                                | No disponible                           |
| High Availability                        | Opcional                                | No disponible                           | Incluido                                | No disponible                           |
| Distributed Transaction Management (DTM) | Opcional                                | No disponible                           | Incluido                                | No disponible                           |
| SQL Expert                               | Opcional                                | Opcional                                | No disponible                           | No disponible                           |
| BMC DBXray                               | Opcional                                | Opcional                                | No disponible                           | No disponible                           |
| Disaster Recovery option                 | Opcional                                | No disponible                           | No disponible                           | No disponible                           |
| Partitions                               | Opcional                                | No disponible                           | Incluido                                | No disponible                           |
| Enhanced Full Text Search                | Opcional                                | Opcional                                | No disponible                           | No disponible                           |
| Límites                                  |                                         |                                         |                                         |                                         |
| Número de usuarios:                      | Ilimitado                               | 256                                     | 25                                      | Ilimitado                               |
| Número de CPUs:                          | Ilimitadas                              | 4                                       | 1                                       | 1                                       |
| Capacidad máxima de almacenamiento:      | Ilimitada                               | Ilimitada                               | Ilimitada                               | ilimitada                               |
| Memoria máxima:                          | Ilimitada                               | Ilimitada                               | Ilimitada                               | 2 GB                                    |

## Plataformas soportadas
ASE está soportado para la mayoría de plataformas comerciales, incluyendo:
- Windows
- Linux
- Sun Solaris
- IBM AIX
- HP-UX